# 紐約客 (小說集)
《紐約客》是臺灣爾雅出版社2007年出版的白先勇短篇小說集，當中收錄了白先勇自選以旅美華人為題材的六篇短篇小說，六篇作品發表於1965年至2003年，相距38年。

## 內容
| 小說             | 發表年份 | 發表刊物                 |
| 《謫仙記》       | 1965年   | 《現代文學》第25期       |
| 《謫仙怨》       | 1969年   | 《現代文學》第37期       |
| 《夜曲》         | 1979年   | 《中國時報》「人間」副刊 |
| 《骨灰》         | 1986年   | 《聯合文學》第26期       |
| 《Danny Boy》    | 2001年   | 《中外文學》第30卷第7期  |
| 《Tea for Two》  | 2003年   | 《聯合報》副刊           |
| 《Silent Night》 | 2015年   | 《聯合報》副刊           |

1. ↑  2017年再版中收錄。

## 同名書籍
香港文藝書屋於1974年亦曾出版一本名叫《紐約客》的白先勇小說集，但所收錄的作品不同。白先勇於2007年以臺灣爾雅出版社出版本小說集時，並未有提到香港文藝書屋的版本。